# Elzéar Gérin
Pour les articles homonymes, voir Gérin.
Elzéar Gérin (14 novembre 1843 – 18 août 1887) est un homme politique et un journaliste canadien,,. Collaborateur au Canada, il était le député conservateur provincial de Saint-Maurice de 1871 à 1875.